# Rio Boiţa
O Rio Boiţa é um rio da Romênia afluente do Rio Răchitova, localizado no distrito de Hunedoara.